# Kwasi Boachi
 (juin 2023).
Si vous disposez d'ouvrages ou d'articles de référence ou si vous connaissez des sites web de qualité traitant du thème abordé ici, merci de compléter l'article en donnant les références utiles à sa vérifiabilité et en les liant à la section « Notes et références ».
Kwasi Boachi (d'après le Twi), également appelé Kwasi Boachi est un prince d'Ashanti né à Kumasi le 24 avril 1827 et mort à Buitenzorg le 9 juin 1904. Il est le premier ingénieur minier noir néerlandais. Il est le fils aîné de Quakoe Dua II, roi d'Ashanti. En 1837, il se rend aux Pays-Bas avec son cousin et étudie l'ingénierie minière à l'ancienne Université de technologie de Delft. Il part pour les Indes néerlandaises en 1850, mais sa carrière est entravée par sa couleur de peau. Il reçoit une compensation pour cela.

## Voyage en Hollande

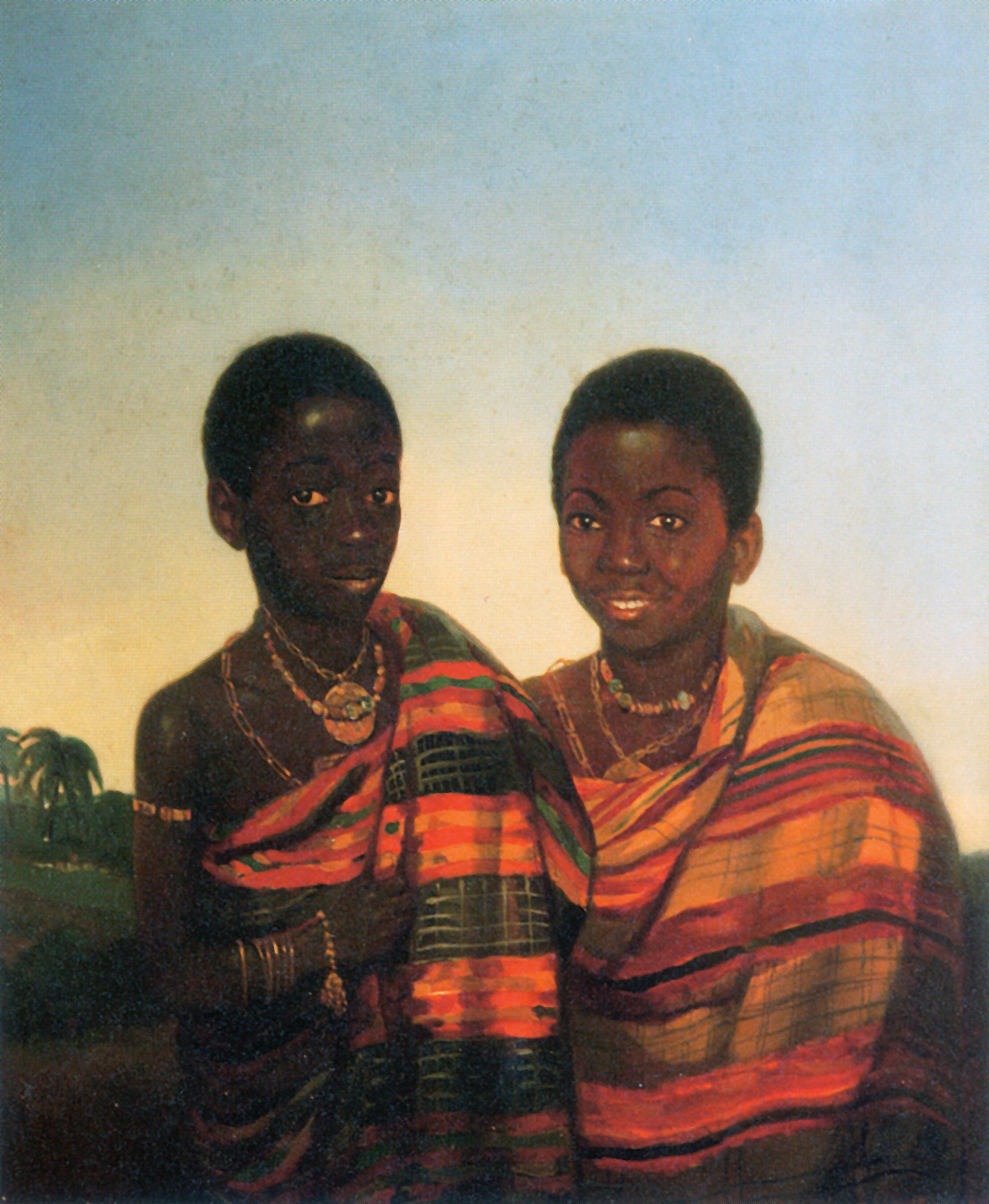
Les Princes Kwasi Boachi et Kwame Poku de JL Cornet.

En 1837, sous le règne du gouverneur Anthony van der Eb sur la Côte-de-l'Or néerlandaise, le général de division Jan Verveer conclut un accord avec le roi d'Ashanti au nom du gouvernement néerlandais, par lequel ce dernier a promis de fournir plusieurs milliers de soldats aux Néerlandais chaque année. Le roi reçoit immédiatement une partie de la somme convenue et propose à son fils aîné, Kwasi Boachi, et à un cousin, Kwame Poku , tous deux âgés d'une dizaine d'années, de recevoir une bonne éducation aux Pays-Bas. Les enfants font partie de l'accord et sont remis au gouverneur comme preuve de la bonne foi du roi. 

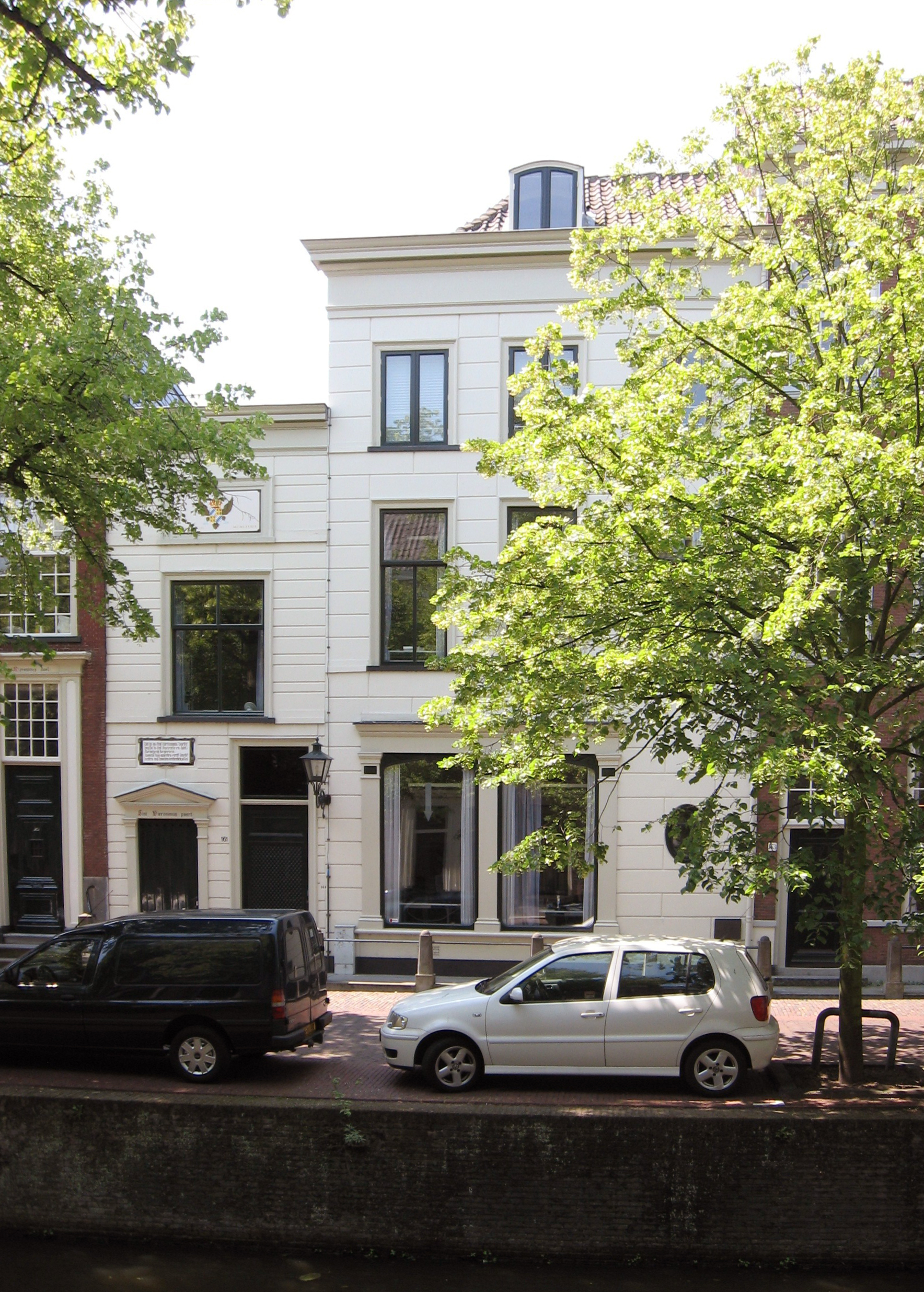
L'internat français de Van Moock.

Les deux garçons sont emmenés aux Pays-Bas et sont entrés au pensionnat français de Simon van Moock à Oude Delft à Delft. 

## Éducation et contacts avec la famille royale
Le secrétaire colonial Baud veut que les garçons soient formés comme missionnaires afin de convertir plus tard les Ashanti au christianisme, mais ils ne le veulent pas.
Kwasi est plus intelligent, plus curieux et avait un caractère plus doux que son cousin Kwame. Il accepta la doctrine chrétienne dans laquelle tous deux avaient été élevés avec conviction. En 1843, comme Kwame, il est baptisé dans la Nederduitsche Hervormde Kerk à Delft. Kwasi se souvint plus tard avec horreur de sa petite enfance en Afrique, où les sacrifices humains étaient encore courants.
Les garçons furent invités à comparaître à la cour du roi Guillaume II et du duc Karel Bernhard de Saxe-Weimar-Eisenach, où ils furent traités comme des princes. Kwasi entretint une correspondance régulière en 1901 jusqu'à la mort d'Hermann, le troisième fils de Van Saksen-Weimar et plus tard général du Wurtemberg, en 1901. Un portrait de groupe grandeur nature des garçons et du général Verveer est peint par l'artiste Raden Saleh et envoyé sur la côte de Guinée pour être présenté au roi d'Ashanti. Cependant, la toile est restée à Fort Elmina, où elle a en grande partie péri en une décennie. 
Après l'abandon du projet de laisser Kwasi étudier à l'Université de Leiden, il devint étudiant à la nouvelle Koninklijke Akademie de Delft le 9 juin 1843 après avoir réussi un examen d'entrée. Il est populaire auprès des étudiants et est resté ami avec certains d'entre eux plus tard. Son meilleur ami est Hendrik Linse, avec qui il a continué à correspondre. En 1847, il réussit son examen final de génie civil et suivit ensuite une formation d'ingénieur des mines. L'intention du directeur de l'académie, le Dr. Gerrit Simons, est que Boachi et quatre autres, dirigés par Cornelius de Groot van Embden, qui avait déjà acquis des connaissances minières pendant un an sous la direction du professeur Bleekrode, iraient en Angleterre pour apprendre le métier mieux qu'il n'est possible aux Pays-Bas.
Boachi a réussi à ne pas avoir à être dirigé par De Groot, qu'il ne supportait pas. Au lieu de cela, il étudia de juillet 1847 à juillet 1848 à l'académie des mines de Freiberg en Saxe, où il fut enseigné, entre autres, par le célèbre Bernhard von Cotta. De retour à Delft, il réussit l'examen d'ingénieur des mines en 1849. De Groot et trois autres étudiants sont envoyés aux Indes orientales néerlandaises le 19 février 1850, De Groot en tant qu'ingénieur de 2e classe et les autres en tant qu'ingénieurs en herbe. Boachi ne reçut un décret similaire que le 22 avril 1850, déclarant qu'il deviendrait un ingénieur en herbe extraordinaire. Aspirant ingénieur "extraordinaire", car il est informé peu après sa nomination qu'il ne pourrait pas obtenir un poste de direction. 

## Indes néerlandaises

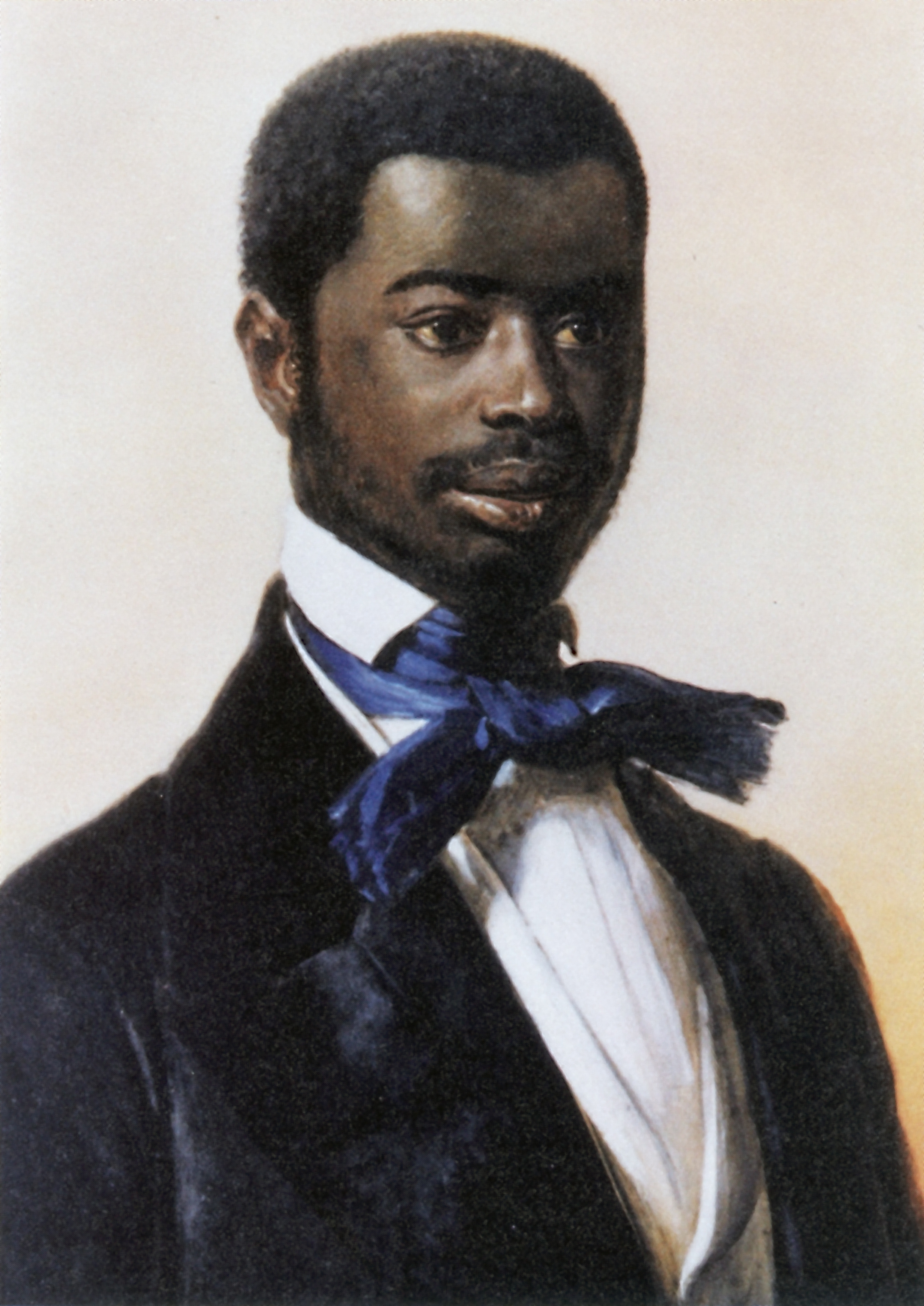
Portrait d'Kwasi Boachi à la Bergakademie de Freiberg

Lorsque Boachi arrive à Batavia le 9 septembre 1850, il est invité à vivre dans le palais du commandant de l'armée, le duc Karel Bernhard de Saxe-Weimar-Eisenach. Cornelius de Groot attend que Boachi lui déconseille d'utiliser cette invitation afin de ne pas éveiller la jalousie de ses collègues. S'il semble que cette recommandation vienne du gouverneur général Rochussen, il est peu probable qu'il s'immisce dans les affaires personnelles du duc. Le conseil est probablement venu de De Groot lui-même. De Groot a réussi et a continué à travailler contre Boachi plus tard. Cornelius de Groot a utilisé Boachi comme fonctionnaire et l'a emmené avec lui lors de ses voyages d'affaires lointains, peut-être parce que Boachi n'est pas aussi doué que ses collègues ou pour l'humilier. En 1852, à Madura, De Groot força Boachi à reculer, tandis que, par exemple, un pangeran (tête indigène) est autorisé à avancer. Lorsque l'assistant résident s'en est rendu compte, il a ordonné à Boachi de s'asseoir à côté de son chef. En 1853 lors d'une visite à Banjarmasin, De Groot est l'invité du résident tandis que Boachi est logé chez l'entreposeur. Lors d'une fête organisée par le résident, Boachi est placé au souper entre les indigènes de bas rang et les Chinois au lieu d'être à la table principale. Boachi a refusé ce traitement et s'est retiré. Le lendemain, le résident a rendu visite à Boachi pour s'excuser. Cependant, De Groot a continué à créer des situations désagréables, qui sont désapprouvées par les autorités supérieures, mais son traitement n'a néanmoins pas changé.
Le 30 décembre 1853, Boachi est nommé ingénieur de 3e classe, mais encore une fois avec l'adjonction d'"extraordinaire". Ses plaintes concernant De Groot sont entendues et il est autorisé à travailler de manière indépendante d'avril à octobre chaque année. En 1854, il a fait une étude de la présence de charbon à la baie de Meeuwen dans la résidence Bantam, et en 1855, il a fait une étude similaire dans le sud des régences de Priangan. Le reste de l'année, il est chef de bureau de De Groot. Lorsque Boachi se plaignit au gouverneur général Duymaer van Twist de l'ajout d '«extraordinaire» à son titre au début de 1856, ce dernier déclara qu'il ne pouvait pas changer ce titre, mais conseilla à Boachi de s'en plaindre aux Pays-Bas. Boachi a demandé un congé et est parti le 28 mars 1856.

## Compensation
Lors d'une visite au réalisateur Gerrit Simons de la Royal Academy de Delft, Boachi a découvert que De Groot avait trouvé le titre "extraordinaire". Cela l'a poussé à démissionner du service gouvernemental, car en tant qu'ingénieur minier, il aurait toujours affaire à De Groot. Il a également demandé au ministre des Colonies, M. Pieter Mijer, pour une indemnisation pour le non-respect des promesses antérieures qui lui sont faites. Le ministre a rejeté sa demande, mais Boachi a réussi à convaincre le roi Willem III d'approuver une compensation. Après de longues négociations, il est décidé en 1857 que Boachi recevrait une allocation mensuelle de 500 florins, et il a reçu un bail emphytéotique de 710 hectares de terres non cultivées dans la résidence Madiun pour la plantation de café, bien que la culture du café est un gouvernement. monopole. Boachi s'installe alors à Sukaraja. Boachi a connu des revers en tant qu'entrepreneur, car son entreprise a subi des pertes et a finalement dû être liquidée. Après cela, il a demandé un autre terrain et a obtenu le bail de Sokasari dans la résidence d'assistant Buitenzorg. Il y cultiva du riz, mais cela ne rapporta aucun profit et dut finalement être arrêté en 1898. En 1894, sur la recommandation du gouverneur général, M. van der Wijck, l'allocation de Boachi fut portée à 600 florins par mois.

## Décès

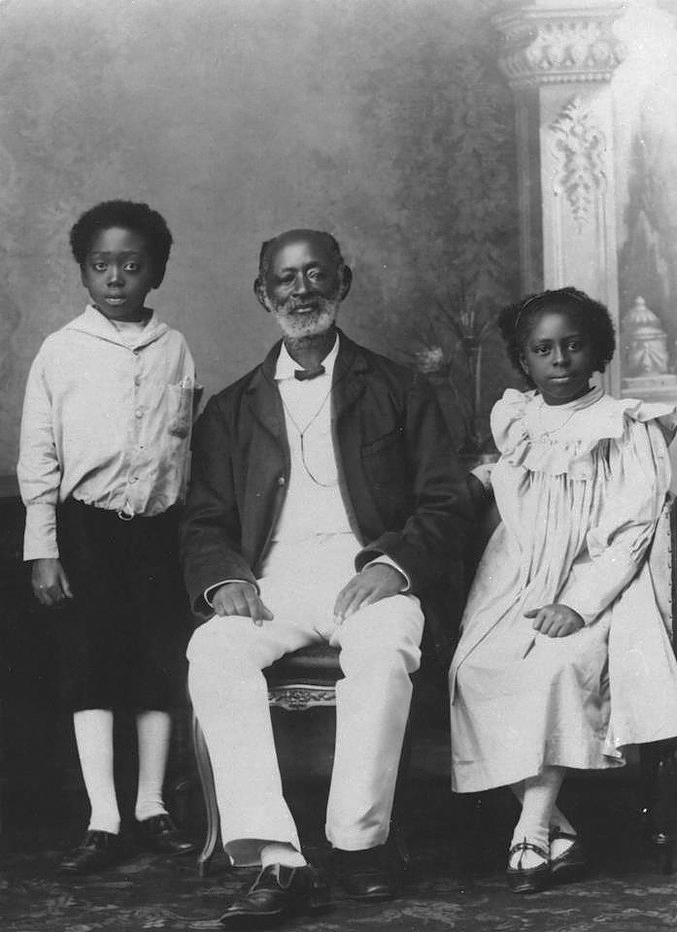
Kwasi Boachi avec ses enfants, Kwasi Jr. et Kwamea Kwasina. (Java, 1900)

Boachi s'est installé à Bantar Peteh, au sud de Buitenzorg, et y a vécu jusqu'à sa mort. Dans ses dernières années aux Indes, il est très apprécié et les indigènes le tenaient en haute estime en tant que prince. Il est resté en contact avec ses amis de Delft. Il est membre de l'Association des ingénieurs civils à partir de 1854, mais a refusé de devenir membre en 1859. En 1871, il redevient membre et également correspondant pour les Indes orientales néerlandaises. En 1893, il est nommé membre honoraire.
Il a passé les derniers mois de sa vie à l'hôpital de Buitenzorg en raison d'une maladie persistante. Il laisse derrière lui plusieurs enfants nés hors mariage de femmes autochtones.

## Bon à savoir
- Boachi est membre de la franc-maçonnerie[5].
- Arthur Japin a écrit le roman, Le noir au cœur blanc (1997), inspiré de la vie des deux princes. Au profit de l'intrigue, le livre s'écarte de la réalité sur un grand nombre de points.

## Ouvrages
- Boachi, Akwasi (1855) Enquête sur les charbons trouvés le long de la plage de Meeuwenbaai, résidence Bantam. Revue de physique des Indes néerlandaises, IX, p. 49
- Boachi, Kwasie (1856) Enquête sur la désignation du charbon dans le terrain de la baie de Tjilaloek (Régences de Preanger). Physics Magazine of the Dutch East Indies, XI, p. 461
- Boachi, Kwasie (1856) Communications sur les Chinois de l'île de Java. Contributions à la linguistique, à la géographie et à l'ethnologie, volume 4, n° 2, pp 303-307

## Regarde aussi
- Côte-de-l'Or néerlandaise
- Néerlandais noirs